# Nayyerābād
Nayyerābād (persiska: نِگار آباد, نير آباد, Negārābād) är en ort i Iran.   Den ligger i provinsen Hamadan, i den nordvästra delen av landet, 260 km väster om huvudstaden Teheran. Nayyerābād ligger 1 787 meter över havet och antalet invånare är 667.
Terrängen runt Nayyerābād är platt åt sydväst, men åt nordost är den kuperad. Runt Nayyerābād är det ganska tätbefolkat, med 52 invånare per kvadratkilometer. Närmaste större samhälle är Shīrīn Sū, 7,7 km väster om Nayyerābād. Trakten runt Nayyerābād består i huvudsak av gräsmarker.